# 77 v.Chr.

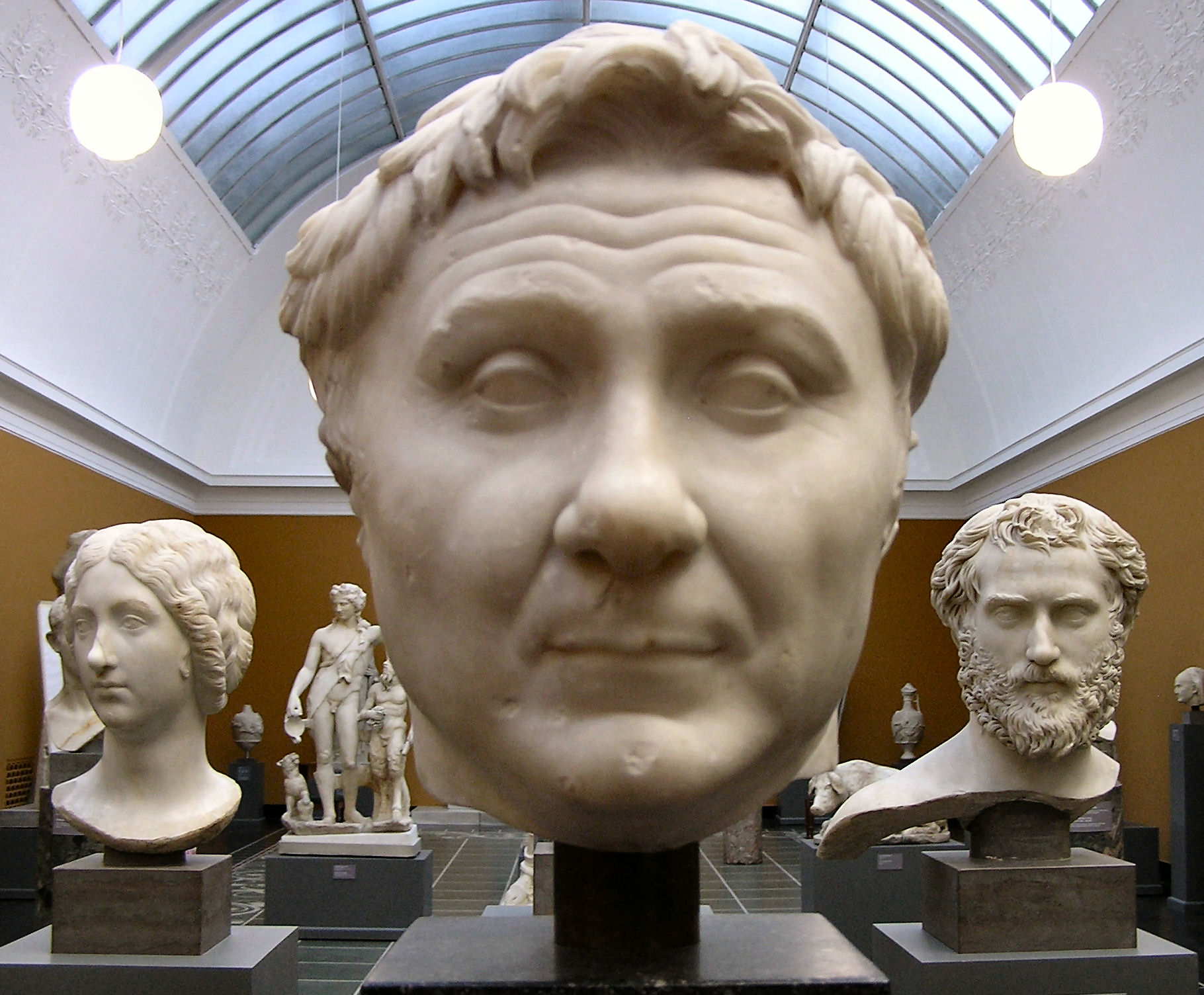
Buste van Pompeius Magnus (midden)

Het jaar 77 v.Chr. is een jaartal volgens de christelijke jaartelling.

## Gebeurtenissen

### Italië
- In Etrurië wordt het Romeinse leger onder bevel van Marcus Aemilius Lepidus, bij de Milvische Brug verslagen door Quintus Lutatius Catulus. Aemilius Lepidus vlucht naar Sardinië.
- De Senaat stuurt de 28-jarige Gnaeus Pompeius Magnus naar Hispania Citerior, om de Romeinse controle over het land te herstellen.

### Parthië
- Sinatrukes (r. 77 - 70 v.Chr.) volgt Orodes I op als koning van het Parthische Rijk. De 80-jarige heerser raakt in conflict met Armenië.

### Klein-Azië
- Tigranes II de Grote sticht de Oud-Armeense hoofdstad Tigranocerta (huidige Siirt) en verovert grote delen van Parthië.

## Geboren
- Berenice IV (~77 v.Chr. - ~55 v.Chr.), koningin van Egypte
- Calpurnia Pisonis, echtgenote van Gaius Julius Caesar
- Liu Xiang, Chinese bibliothecaris en wetenschapper (overleden 6)

## Overleden
- Marcus Aemilius Lepidus (~120 v.Chr. - ~77 v.Chr.), Romeins consul en staatsman (43)
- Orodes I, koning van Parthië